# Messier 72
Messier 72 (M72)  även känd som NGC 6981 är en klotformig stjärnhop i stjärnbilden Vattumannen. Den upptäcktes 29 augusti 1780 av Pierre Méchain och infördes 36 dagar efter upptäckten av hans landsman Charles Messier i dennes katalog. Båda betraktade den som en svag nebulosa snarare än en stjärnhop. Observerad med ett större instrument kallade astronomen John Herschel den för en ljus "stjärnhop med en rund form". Astronomen Harlow Shapley noterade en likhet med Messier 4 och 12.

## Egenskaper

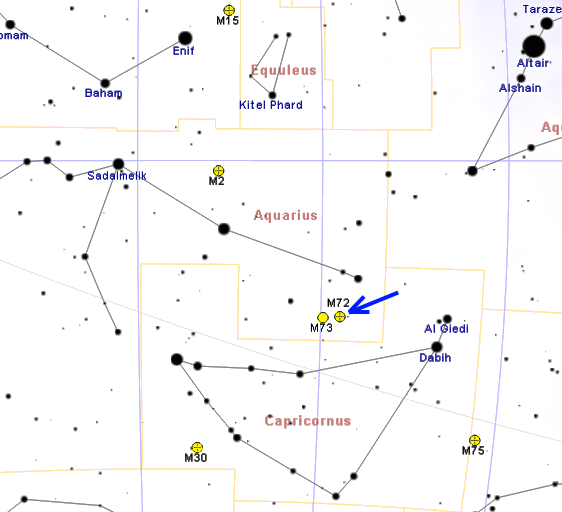
Karta som visar platsen för M72.

Baserat på en sammanställning 2011 av variabla stjärnor befinner sig Messier 72 54 570 ± 1 170 ljusår (16 730 ± 360 pc) bort från solen. Den har en uppskattad sammanlagd massa på 168 000 solmassor och är ca 9,5 miljarder år gammal. Kärnregionen har en densitet av stjärnor som utstrålar 2,26 gånger solluminositeten per kubikparsek. Det finns 43 identifierade variabla stjärnor i stjärnhopen.